# 3. ceremonia wręczenia Europejskich Nagród Filmowych
Rozdanie trzeciej edycji Europejskiej Nagrody Filmowej odbyło się w Glasgow.
Za Film Roku uznano Otwarte drzwi w reżyserii Gianni Amelio.
Nagrodę za osiągnięcia życia otrzymał Andrzej Wajda.